# Przeciąganie liny na Letnich Igrzyskach Olimpijskich 1904
Wyniki zawodów w przeciąganiu liny podczas Igrzysk Olimpijskich w St. Louis. W zawodach wystartowało 6 drużyn, w tym 4 ze Stanów Zjednoczonych. Zawody zostały rozegrane 30 sierpnia (ćwierćfinały i 1 półfinał) oraz 1 września (pozostałe) 1904 r.

## Drużyny
Do zawodów zgłosiło się 6 drużyn, w tym 4 ze Stanów Zjednoczonych oraz po jednej z Grecji i Afryki Południowej, wówczas brytyjskiej kolonii.
- Boere
- Milwaukee Athletic Club
- New York Athletic Club
- Pan-Hellenic
- Southwest Turnverein of St. Louis No. 1
- Southwest Turnverein of St. Louis No. 2

## Wyniki

### Ćwierćfinały
Znani są tylko zwycięzcy poszczególnych pojedynków, natomiast nieznane są szczegółowe wyniki.
| Zwycięzca                                 | - | Przegrany    |
| ----------------------------------------- | - | ------------ |
| Milwaukee Athletic Club                   | - | Boere (RSA)  |
| Southwest Turnverein of Saint Louis No. 1 | - | Pan-Hellenic |
| New York Athletic Club                    | - | wolny los    |
| Southwest Turnverein of Saint Louis No. 2 | - | wolny los    |

### Półfinały

#### Półfinały o złoty medal
| Zwycięzca               | - | Przegrany                                 |
| ----------------------- | - | ----------------------------------------- |
| Milwaukee Athletic Club | - | Southwest Turnverein of Saint Louis No. 1 |
| New York Athletic Club  | - | Southwest Turnverein of Saint Louis No. 2 |

#### Półfinały o srebrny medal
| Zwycięzca                                 | - | Przegrany                                 |
| ----------------------------------------- | - | ----------------------------------------- |
| Southwest Turnverein of Saint Louis No. 1 | - | Southwest Turnverein of Saint Louis No. 2 |

### Finały

#### O złoty medal
| Zwycięzca               | - | Przegrany              |
| ----------------------- | - | ---------------------- |
| Milwaukee Athletic Club | - | New York Athletic Club |

#### O srebrny medal
| Zwycięzca                                 | -        | Przegrany              |
| ----------------------------------------- | -------- | ---------------------- |
| Southwest Turnverein of Saint Louis No. 1 | walkower | New York Athletic Club |

#### O brązowy medal
| Zwycięzca                                 | -        | Przegrany              |
| ----------------------------------------- | -------- | ---------------------- |
| Southwest Turnverein of Saint Louis No. 2 | walkower | New York Athletic Club |

### Końcowa klasyfikacja
| L.p. | zespół                                    |
| ---- | ----------------------------------------- |
|      | Milwaukee Athletic Club                   |
|      | Southwest Turnverein of Saint Louis No. 1 |
|      | Southwest Turnverein of Saint Louis No. 2 |
| 4.   | New York Athletic Club                    |
| 5-6. | Boere (RSA)                               |
| 5-6. | Pan-Hellenic                              |

## Medaliści
| Konkurencja       | Złoto                                                                                              | Srebro                                                                                                 | Brąz |
| przeciąganie liny | Milwaukee Athletic Club Patrick Flanagan Sidney Johnson Oscar Olson Conrad Magnusson Henry Seiling | Southwest Turnverein of St. Louis No. 1 Max Braun Gus Rodenberg Chuck Rose William Seiling Orin Upshaw | Southwest Turnverein of St. Louis No. 2 Oscar Friede Charles Haberkorn Harry Jacobs Frank Kugler Charles Thias |

## Tabela medalowa
| L.p. | Państwo           | Złoty | Srebrny | Brązowy | Suma |
| 1    | Stany Zjednoczone | 1     | 1       | 1       | 3    |